# Parigi-Camembert 1997
La Parigi-Camembert 1997, cinquantottesima edizione della corsa e valida come evento del circuito UCI categoria 1.2, si svolse il 1º aprile 1997, per un percorso totale di 205 km. Fu vinta dallo svizzero Mauro Gianetti, al traguardo con il tempo di 4h32'09" alla media di 45,196 km/h.

## Ordine d'arrivo (Top 10)
| Pos. | Corridore        | Squadra         | Tempo    |
| ---- | ---------------- | --------------- | -------- |
| 1    | Mauro Gianetti   | Fran. des Jeux  | 4h32'09" |
| 2    | Vjačeslav Ekimov | US Postal       | a 13"    |
| 3    | Pascal Hervé     | Festina-Lotus   | s.t.     |
| 4    | Pascal Lino      | BigMat          | a 15"    |
| 5    | François Simon   | GAN             | a 31"    |
| 6    | Nicolas Jalabert | Cofidis         | s.t.     |
| 7    | Franck Bouyer    | Franç. des Jeux | s.t.     |
| 8    | Ludovic Auger    | BigMat          | s.t.     |
| 9    | Thierry Gouvenou | BigMat          | s.t.     |
| 10   | Claude Lamour    | Mutuelle        | s.t.     |